# جيني لاروش
جيني لاروش (بالإنجليزية: Jenny Laroche)‏ هي ممثلة وراقصة ومغنية ومصممة رقصات أمريكية. قدمت عروضاً على المسرح وعلى شاشات التلفزيون والأفلام اشتهرت بالدورها في مسلسل الدراما الموسيقية تحطيم [الإنجليزية] على قناة هيئة الإذاعة الوطنية.

## روابط خارجية
- جيني لاروش على موقع IMDb (الإنجليزية)
- جيني لاروش على موقع قاعدة بيانات برودواي على الإنترنت (الإنجليزية)